# Usine PSA de La Garenne
L'usine PSA de La Garenne-Colombes était un centre technique du groupe automobile PSA Peugeot Citroën. Il s'agissait d'un des lieux stratégiques du constructeur, puisqu'il en constituait l'un des quatre pôles d'études et de recherche automobiles. Ce bâtiment fut dans les années 1930 le siège social de Peugeot.
Comprenant jusqu'à près de 3 000 personnes travaillant sur le site (employés et intérimaires), le centre de recherche et développement de La Garenne-Colombes regroupait trois organes de la direction du groupe PSA avec les équipes de la Direction des Projets et des Métiers techniques Organes (DPMO), de la Direction Recherche et Innovation Avancée (DRIA) et de la Direction Mécanique et Bruts (DMB).
Au nord du quartier d'affaires de La Défense dans les Hauts-de-Seine, ce site était accolé à une concession  Peugeot, Peugeot La Défense.

## Les débuts de 1919 à 1939
À l'origine, la famille Peugeot achète les terrains de La Garenne en 1913 en vue d'y installer une usine de camions ou de véhicules spéciaux. Les évènements de 1914 feront capoter ce projet.
En 1919, le premier bâtiment est enfin construit et abrite une partie des services administratifs de Peugeot.
Le site subit sa première grosse transformation en 1930. De grands travaux sont engagés pour que ce terrain de 10 hectares raccordé à la voie ferrée serve d'entrepôts pour les voitures fabriquées à Sochaux et de centre de réparation. 
En 1933, la totalité du Quai de Passy, siège social de Peugeot de l'époque, est transféré à La Garenne. Le site se spécialise alors dans la fabrication de véhicules de petites séries, les dérivés utilitaires, et autres « véhicules de demi-luxe », coupés, cabriolets ou berlines découvrables. 
En 1939, l'usine réalise d'importantes fabrications pour l'industrie aéronautique jusqu'au jour où l'État ordonne de tout transférer à Bordeaux. La Garenne perd alors une grande part de son activité.

## Naissance du centre d’études de 1947 aux années 70

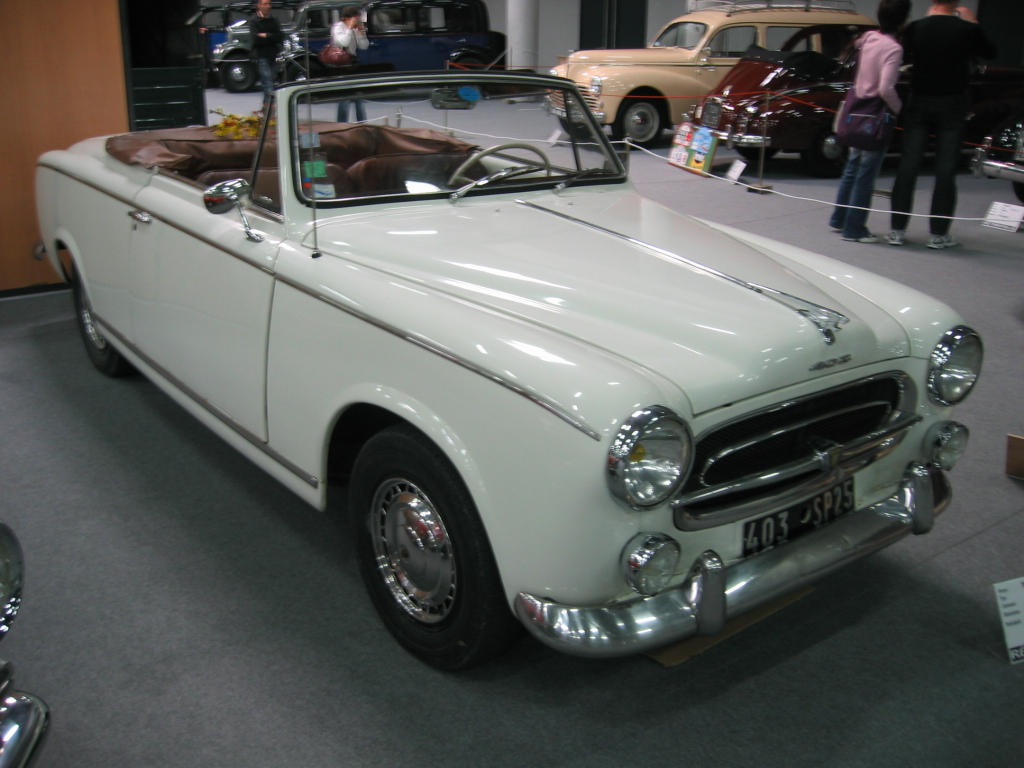
La 403 (ici cabriolet) fait partie des dernières voitures produites à La Garenne-Colombes.

En 1947, le Centre technique d'études de recherches et d'essais (CTERE), préparé confidentiellement pendant l'Occupation afin de dégager et de désengorger Sochaux, est opérationnel. La Garenne s'engage alors sur les travaux d'amont : recherche, études et essais jusqu'à la définition des premiers prototypes. 
En 1950, le site de la Garenne emploie 1664 personnes dont 81 sont dédiées pour le bureau d'études devenu CERE (Centre d'Études de Recherches et d'Essais) en 1949. L'usine produit 6171 véhicules, toujours de petites séries. 
Après avoir produit les 301, 202 cabriolet ou encore la 403, La Garenne cesse sa production de véhicules automobiles en 1961.
L’activité Études et Recherches prend alors son essor avec 200 personnes en 1962, puis 300 en 1965, année où l’ensemble des études nécessaires à la réalisation des projets automobiles sont regroupées sur le site.

## La naissance d’un groupe, des années 70 à 2015

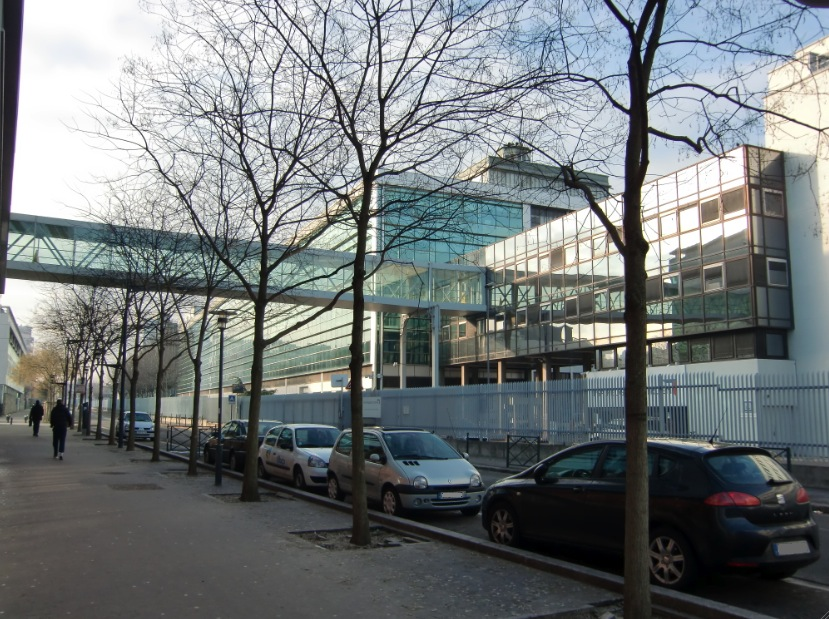
Passerelle reliant le site principal de La Garenne-Colombes (à droite) aux bâtiments annexes sur Courbevoie (à gauche), avenue de l'Arche.

Avec la naissance de PSA Peugeot Citroën en 1976, le site devient Direction Technique (DT). 
En 1991, La Garenne devient la Direction des études et des techniques automobiles (DETA) du Groupe. 
En 1998, une nouvelle organisation du Groupe PSA Peugeot Citroën est mise en place, et l'Amont technico industriel (ATI) est créé.
Le site s'étend sur la ville de Courbevoie en 2003, avec la construction du bâtiment CV10, relié au bâtiment G64 par une passerelle de 30 mètres. Un espace de communication de 400 m² est créé. 
En 2004, le Centre du style Peugeot part à l'ADN à Vélizy.
Le 30 novembre 2013, pour les 100 ans du site, une journée portes ouvertes, a reçu les familles des employés.

## Depuis 2017
Le 26 janvier 2017, le groupe PSA annonce envisager le regroupement des activités de recherche et développement à Poissy pour créer un centre R&D dans la motorisation des véhicules.
En juillet 2018, environ 2100 personnes déménagent du Centre Technique de la Garenne pour emménager dans les nouveaux espaces dynamiques de travail du centre d'expertise R&D de Poissy et du centre d'essais moteurs de Carrières-sous-Poissy.
Le Centre technique de La Garenne-Colombes participait à la conception et à l'industrialisation des organes mécaniques du véhicule (groupes motopropulseurs et liaisons au sol), ainsi qu’aux activités d’innovation, de recherche et à la conduite des avant-projets des futurs véhicules des deux marques Peugeot et Citroën. L'effectif global du site avoisinait les 2 700 personnes.
Les directions qui étaient présentes sur le Centre technique :
- la Direction technique et industrielle constituait environ 88 % de l'effectif total et se compose principalement des équipes de la Direction des projets et des métiers techniques organes (DPMO) qui comptait 2 267[2] personnes.

- la Direction de l’innovation et de la stratégie était représentée par la Direction recherche et ingénierie avancée (DRIA). Sa mission était de développer les nouveaux projets organes et elle rassemblait 370[2] personnes.

- une partie de la Direction technique et industrielle était aussi représentée par l’équipe de direction de la Direction Mécanique et bruts (DMB) et comptait une trentaine de personnes[2].

Le 5 juillet 2018, le conseil municipal de La Garenne-Colombes a voté la signature d'un protocole d’accord sur l’aménagement de cette zone d'activités. En comptant le site PSA, l’entrepôt de la RATP et ses 190 bus et l’îlot Charlebourg, il s’agit d'aménager plus de 16 ha.